# Fotochlorace

Průběh fotochlorace methylové skupiny toluenu

Fotochlorace jsou organické reakce, kdy dochází k chloraci substrátů působením světla; obvykle se tak mění vazby C-H na C-Cl. Fotochlorace se provádějí i v průmyslovém měřítku. Proces je exotermní a spouští se homolytickým štěpením molekulárního chloru na chlorové radikály ultrafialovým zářením. Tímto způsobem se mimo jiné vyrábějí chlorovaná rozpouštědla.

## Historie

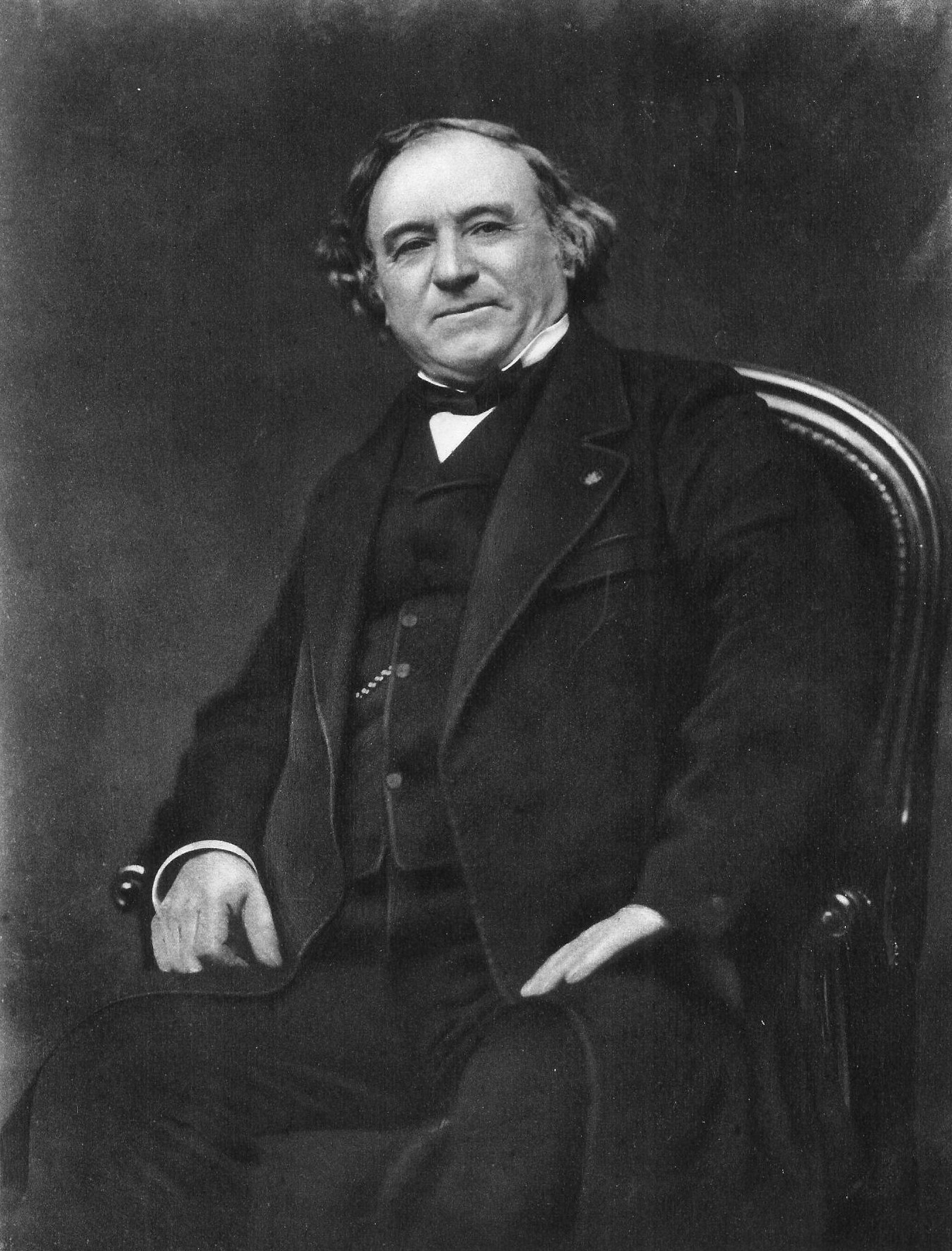
Jean-Baptiste Dumas

Chlorace jsou jedním z nejdéle známých druhů substitučních reakcí. Francouzský chemik Jean-Baptiste Dumas již v roce 1830 zkoumal reakce vyměňující vodík v kyselině octové za chlor. Z každého molu chloru navázaného na organickou sloučeninu vznikal také mol chlorovodíku, přičemž byla reakce citlivá na světlo.
Max Bodenstein v roce 1913 zjistil, že reakce může být řetězová. Reakcí dvou molekul nemusí vždy vznikat konečný produkt, ale také řada nestabilních meziproduktů, přes které může reakce probíhat dál .
Fotochlorace nabyly na významu s levnou výrobou chloru elektrolýzou roztoku chloridu sodného.
Chlorované alkany měly v letech 1914 až 1918 využití v nosních sprejích, jako rozpouštědla chloraminu T. První tovární využití fotochlorace bylo spuštěno v roce 1929 za účelem chlorace pentanu. Průmyslová výroba chlorovaných alkanů byla zahájena kolem roku 1930. V roce 1935 se podařilo proces stabilizovat a rozšířit jeho využití, větší rozvoj průmyslové fotochlorace ale nastal až po druhé světové válce. Nejvýznamnějšími produkty byly chlorethan, tetrachlormethan a dichlormethan. Vzhledem k poškozování zdraví a ozonové vrstvy lehkými těkavými sloučeninami chloru byly vyvinuty průmyslové procesy, které nevyžadují chlorované sloučeniny a celosvětová výroba chlorovaných sloučenin tak postupně výrazně klesla.

## Reakce

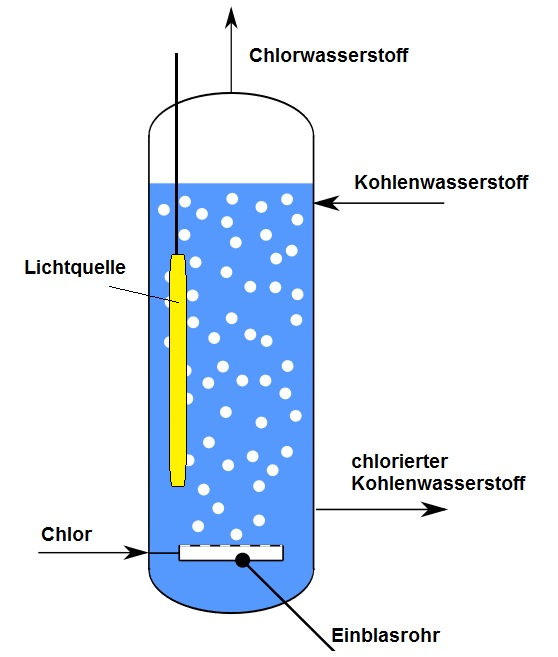
Fotochlorační reaktor

Fotochlorace se obvykle provádějí v kapalném prostředí za přítomnosti nereaktivních rozpouštědel.

### Alkany
Fotochlorace uhlovodíků jsou neselektivní, přestože reaktivita vazeb C-H klesá v řadě terciární > sekundární > primární; při 30 °C v poměru přibližně 4,43 : 3,25 : 1. Vazby C-C se reakcí neúčastní.
Po ozáření reakční směsi se vytvoří alkylové a chlorové radikály a spustí se tím řetězová reakce:
{\displaystyle \mathrm {Cl_{2}\ \xrightarrow {h\nu } \ Cl{\cdot }+{\cdot }Cl\quad (iniciace)} }
{\displaystyle \mathrm {Cl{\cdot }+RH\longrightarrow {\cdot }R+HCl\quad (propagace)} }
{\displaystyle \mathrm {R{\cdot }+Cl_{2}\longrightarrow {\cdot }Cl+RCl\quad (propagace)} }
{\displaystyle \mathrm {Cl{\cdot }+{\cdot }R\longrightarrow RCl\quad (terminace)} }
{\displaystyle \mathrm {Cl{\cdot }+{\cdot }Cl\longrightarrow Cl_{2}\quad (terminace)} }
Reakci ukončují rekombinace vytvářející atomy chloru; konec mohou způsobit také nečistoty, například kyslík v elektrochemicky vyrobeném chloru.
Selektivitu fotochlorací (ohledně substitucí primárních, sekundárních nebo terciárních vodíků) mohou ovlivňovat interakce chlorových radikálů s rozpouštědlem, například benzenem, terc-butylbenzenem nebo sirouhlíkem. Vyšší selektivity se dosahuje v aromatických rozpouštědlech. Volbou rozpouštědla lze dosáhnout poměru substitucí primárních uhlíků vůči sekundárním mezi 1: 3 a 1: 31. Za vyšších teplot se rychlosti reakcí primárních, sekundárních a terciárních vodíků vyrovnávají. Fotochlorace se tak obvykle provádějí za nižších teplot.

### Aromatické substráty
Fotochlorace benzenu také probíhá radikálově:
{\displaystyle \mathrm {Cl_{2}\ \xrightarrow {h\nu } \ Cl{\cdot }+{\cdot }Cl\quad (iniciace)} }
{\displaystyle \mathrm {Cl{\cdot }+C_{6}H_{6}\longrightarrow {\cdot }C_{6}H_{6}Cl\quad (propagace)} }
{\displaystyle \mathrm {{\cdot }C_{6}H_{6}Cl+Cl_{2}\longrightarrow {\cdot }Cl+C_{6}H_{6}Cl_{2}\quad (propagace)} }
[…]
{\displaystyle \mathrm {{\cdot }C_{6}H_{6}Cl_{5}+Cl_{2}\longrightarrow {\cdot }Cl+C_{6}H_{6}Cl_{6}\quad (propagace)} }
{\displaystyle \mathrm {Cl{\cdot }+{\cdot }Cl\longrightarrow Cl_{2}\quad (terminace)} }
V některých případech se reakce provádějí za teploty mezi 15 a 20 °C. Po přeměnění 12 až 15 % výchozích látek se reakce zastaví a reakční směs zpracuje.

## Produkty

### Chlormethany

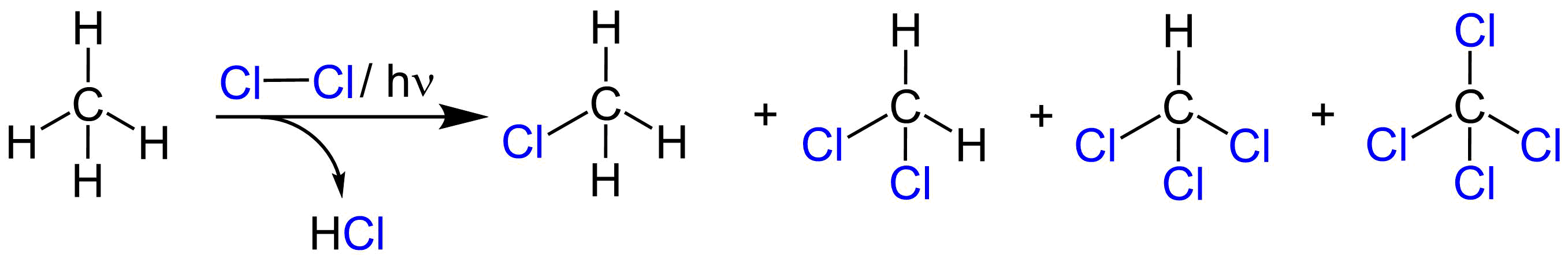
Postupně vznikající produkty fotochlorace methanu (bez zahrnutí stechiometrie)

Příkladem fotochlorace za nízkých teplot a běžných tlaků je přeměna chlormethanu na dichlormethan. Zkapalněný chlormethan (s teplotou varu −24 °C) se ve tmě smísí s chlorem a následně se ozáří rtuťovou lampou. Vzniklý dichlormethan má teplotu varu 41 °C a od chlormethanu se oddělí destilací.
Fotochlorace methanu má menší kvantový výtěžek než chlorace dichlormethanu. V důsledku nutnosti vysoké intenzity použitého světla jsou meziprodukty chlorovány přímo a vytváří se převážně tetrachlormethan.

### Chlorované vyšší alkany
Hlavním využitím fotochlorace je výroba chlorovaných derivátů vyšších alkenů; vytvářejí se přitom směsi několika produktů, s obecným vzorcem CxH(2x−y+2)Cly. Lze je rozdělit na tři skupiny: nízkomolekulární chloralkeny mají řetězce s 10 až 13 atomy uhlíku, střední obsahují 14 až 17 uhlíků a dlouhé mají delší uhlíkové řetězce než 17atomové. Kolem 70 % vyráběných chloralkanů má středně dlouhé řetězce, obvyklá míra chlorace se pohybuje mezi 45 a 52 %. Zbylých 30 % tvoří produkty s krátkými a s dlouhými řetězci, a to přibližně ve stejných množstvích. Chloralkany s krátkými řetězci jsou toxické a karcinogenní a snadno se hromadí v životním prostředí.
V roce 1985 se vyrobilo okolo 300 000 tun chlorovaných alkanů; následně se jejich výroba v Evropě a Severní Americe začala snižovat; v Číně naopak došlo k prudkému nárůstu, z méně než 100 000 tun v roce 2004 na 600 000 tun v roce 2007.
Kvantový výtěžek fotochlorace n-heptanu je přibližně 7000, v průmyslu jsou běžné hodnoty okolo 100. Oproti tepelné chloraci, kdy lze využít energii uvolněnou při reakci,je u fotochemických reakcí třeba energii neustále dodávat.
Je nutné zamezit přítomnosti inhibitorů, jako jsou kyslík a oxidy dusíku. Příliš vysoké koncentrace chloru způsobují vysokou absorpci kolem zdroje světla a tím reakci zpomalují.

### Benzylchlorid, benzalchlorid a benzotrichlorid
Fotochlorace toluenu je selektivní vůči methylové skupině; lze tak získat mono- až trichlorované produkty, nejvýznamnějším z nich je monosubstituovaný benzylchlorid, jenž bývá následně hydrolyzován na benzylalkohol. Benzylchlorid lze také přeměnit na benzylkyanid a ten hydrolyzovat na kyselinu fenyloctovou. Disubstituovaný benzalchlorid se převádí na benzaldehyd, používaný jako ochucovadlo a jako meziprodukt výroby barviv, jako je například malachitová zeleň. U trisubstituovaného benzotrichloridu se provádí hydrolýza za účelem výroby benzoylchloridu:
{\displaystyle \mathrm {Ph{-}CCl_{3}+H_{2}O\longrightarrow } } {\displaystyle \mathrm {Ph-COCl+2\ HCl\ } }
Reakcemi s alkoholy lze z benzoylchloridu vytvořit příslušné estery. S peroxidem sodným dává dibenzoylperoxid, sloužící jako radikálový iniciátor polymerizací. Výtěžnosti reakcí jsou ovšem nízké, protože se vytvářejí stechiometrická množství solí.

## Obměny

### Sulfochlorace
Sulfochloraci poprvé popsal Cortes F. Reed v roce 1936; probíhá za téměř stejných podmínek jako běžná fotochlorace. S chlorem se při sulfochloracích používá také oxid siřičitý. Produkty jsou alkylsulfonylchloridy, z nichž se dále vyrábějí tenzidy.
Vedlejším produktem je, stejně jako u fotochlorací, kyselina chlorovodíková. Protože jsou přímé sulfonace alkanů téměř neproveditelné, tak se používá tento postup. Z důvodu přímého navázání chloru na síru jsou vzniklé sloučeniny velmi reaktivní. V rámci procesu se také vytvářejí alkylchloridy čistými fotochloracemi; směsi produktů navíc obsahují několik sulfochlorovaných sloučenin.

### Fotobromace

Schéma fotobromace methylové skupiny toluenu

Fotobromace elementárním bromem probíhají, podobně jako fotochlorace, radikálově. Za přítomnosti kyslíku se vzniklý bromovodík částečně oxiduje zpět na brom, což navyšuje výtěžnost reakce. Vzhledem ke snadnějšímu používání bromu a vysoké selektivitě reakce se fotobromace v laboratořích uskutečňují častěji než fotochlorace. Pro průmyslové využití je brom často příliš nákladný, protože se v mořské vodě nachází jen ve velmi malých množstvích. Namísto elementárního bromu lze použít také N-bromsukcinimid. Kvantové výtěžky fotobromací bývají obvykle mnohem nižší než u fotochlorací.